# Марсоход
Марсохо́д — планетоход, передвигающийся по поверхности Марса. Мягкая посадка марсоходов осуществляется с помощью спускаемых аппаратов.
Марсоходом, в отличие от лунохода, невозможно управлять дистанционно командами оператора, находящегося на Земле, в режиме реального времени из-за значительного запаздывания командных сигналов и сигналов от планетохода. Время запаздывания в зависимости от взаимного положения Земли и Марса составляет от 3 минут 6 секунд до 22 минут 17 секунд. Задержка возникает, поскольку радиосигналу вследствие конечности своей скорости распространения требуется время, чтобы дойти до Марса и от него - до Земли. Поэтому марсоходы способны некоторое время функционировать, в том числе передвигаться и выполнять исследования, автономно по заложенным в них программам, получая команды лишь время от времени.
Всего на Марсе работали шесть марсоходов для научных исследований. Два из них: «Кьюриосити» и «Персеверанс» работают и в настоящее время.

## Запущенные
- ПрОП-М — советский марсоход. Идентичные марсоходы входили в состав автоматических марсианских станций, которые должны были быть доставлены на поверхность Марса в 1971 году спускаемыми аппаратами автоматических межпланетных станций «Марс» (в рамках серии М-71):
  - спускаемый аппарат «Марс-2» разбился 27 ноября 1971 года при неудачной попытке мягкой посадки.
  - спускаемый аппарат «Марс-3» совершил мягкую посадку 2 декабря 1971 года, но сигнал с самой марсианской станции, к которой был подключён по кабелю марсоход, пропал через 14,5 секунд[1]. Информация с марсохода не была получена.

Среди других запущенных планетоходов они выделялись прежде всего своей системой передвижения: перемещаться марсоходы должны были при помощи двух шагающих «лыж», размещённых по бокам. Такая система была выбрана из-за отсутствия сведений о поверхности Марса.
- «Соджорнер» (англ. Sojourner) — с 4 июля по 27 сентября 1997 года (в рамках программы Mars Pathfinder, НАСА).
- Одинаковые марсоходы программы Mars Exploration Rover, НАСА:
  - «Спирит» (англ. Spirit) — с 4 января 2004 года по 22 марта 2010 года.
  - «Оппортьюнити» (англ. Opportunity) — с 25 января 2004 года по 10 июня 2018 года.
- «Кьюриосити» (англ. Curiosity) — марсоход НАСА, запущенный в рамках программы Mars Science Laboratory, функционирует на Марсе с 6 августа 2012 года.
- «Персеверанс» (англ. Perseverance) — марсоход НАСА, запуск которого был осуществлён 30 июля 2020 года. Часть программы «Марс-2020». Прибыл на Марс 18 февраля 2021 года. Одной из главных задач этого марсохода является обнаружение возможных признаков жизни и «складирование» образцов, с целью их возможной доставки обратно на Землю будущими экспедициями. Кроме того, учёные планируют использовать марсоход как платформу для изучения условий для постройки обитаемой базы на поверхности Марса.
- «Чжужун»  (кит. 祝融) — первый китайский марсоход, запущенный 23 июля 2020 года, ракетой-носителем «Чанчжэн-5» с космодрома Вэньчан. Часть программы Тяньвэнь-1. 14 мая 2021 года осуществил посадку в районе низких широт в северном полушарии Марса (Равнина Утопия). Шестиколёсный марсоход «Чжужун» (бог огня)[3] весом 240 кг с питанием от четырёх солнечных батарей, рассчитан на три марсианских месяца работы[4], однако и через год после посадки продолжал работать[5]. 20 мая 2022 года[6] Чжужун перешел в спящий режим, планировалось, что после зимовки марсоход возобновит работу, однако марсоход так и не вышел из спящего режима[7].

.
| Имя марсохода | Страна | Начало работы (посадка на Марс) | Завершение работы (потеря сигнала) | Продолжительность работы                | Пройденное расстояние       |
| ------------- | ------ | ------------------------------- | ---------------------------------- | --------------------------------------- | --------------------------- |
| Марс-3        | СССР   | 2 декабря 1971                  | 2 декабря 1971                     | 14,5 секунд                             | нет                         |
| Соджорнер     | США    | 4 июля 1997                     | 27 сентября 1997                   | 83 марсианских сола 85 земных дней      | 100 метров                  |
| Спирит        | США    | 4 января 2004                   | 22 марта 2010                      | 2208 марсианских солов 2269 земных дней | 7,73 км                     |
| Оппортьюнити  | США    | 25 января 2004                  | 10 июня 2018                       | 5352 марсианских сола 5498 земных дней  | 45,16 км                    |
| Кьюриосити    | США    | 6 августа 2012                  | работает                           | 4727 земных дней                        | 34,32 км (на 4 апреля 2025) |
| Персеверанс   | США    | 18 февраля 2021                 | работает                           | 1609 земных дней                        | 33,42 км (на 4 апреля 2025) |
| Чжужун        | Китай  | 14 мая 2021                     | 20 мая 2022                        | 362 марсианских сола 371 земной день    | 1,92 км                     |

|  |

## Неосуществлённые проекты
- «Марс-4НМ» — неосуществлённый проект советского тяжёлого марсохода, который должен был запускаться сверхтяжёлой ракетой-носителем Н-1, не введённой в эксплуатацию. Проект был разработан в 1970 году с целью осуществления около 1975 года[8].
- Марсоход (Марс-96)

## Планируемые марсоходы
- «Розалинд Франклин» (ранее известный как «ЭкзоМарс») — марсоход, проект Европейского космического агентства; запуск на Марс намечен на 2028 год.
- Mars Sample Return Mission — предложенная программа доставки грунта с Марса, одним из элементов которой мог быть марсоход.

## Галерея
- Марсоход «Соджорнер» исследует камень «Йоги» на Марсе
- Художественная концепция марсоходов миссии Mars Exploration Rover — «Спирита» и «Оппортьюнити» на Марсе
- Сравнение колёс марсохода «Соджорнер», «Спирита» / «Оппортьюнити» и «Кьюриосити»
- Автопортрет марсохода «Кьюриосити» на Марсе
- Автопортрет марсохода «Персеверанс» рядом с вертолётом «Ingenuity» на Марсе
- Прототип марсохода «Розалинд Франклин»
- Марсоход «Чжужун» на посадочной платформе на Марсе в представлении художника